# Calles de papel
Calles de papel es el cuarto disco que el grupo español La Fuga lanzó al mercado en 2003. En él se incluye el videoclip de la canción En vela.

## Lista de canciones
1. En vela - 3:40
2. Miguel (eléctrica) - 3:37
3. Mi canción - 3:46
4. Sueños de papel (con Fito Cabrales) - 4:10
5. Trampas al sol - 4:02
6. Las musas - 3:14
7. Los lunes de octubre (con Kutxi Romero) - 3:31
8. Nunca Mais - 4:00
9. Muriendo así - 3:54
10. No estoy - 3:50
11. Cuando Maurice se va

- Datos: Q8255591